# Scopadus ciliatus
Scopadus ciliatus är en skalbaggsart som beskrevs av Francis Polkinghorne Pascoe 1857. Scopadus ciliatus ingår i släktet Scopadus och familjen långhorningar. Inga underarter finns listade i Catalogue of Life.